# Jan Dohnal
Jan Dohnal (* 22. května 1980 Ostrava) je český politik a realitní makléř, od dubna 2023 primátor a od roku 2022 zastupitel Ostravy, od roku 2002 zastupitel městského obvodu Ostrava-Jih (v letech 2006 až 2014 navíc radní a v letech 2018 až 2022 pak místostarosta městské části), člen ODS.

## Vzdělání a kariéra
V Ostravě absolvoval Soukromé šestileté gymnázium. Pokračoval studiem na Ostravské univerzitě v oboru Demografie a následně také v magisterském studiu Sociální geografie a regionální rozvoj. Studium zakončil v roce 2004 promocí.
V roce 2008 stál u zrodu realitní kanceláře Promet Real. Ve stejném roce se stal spolumajitelem společnosti Carroll & Dohnal s.r.o., která se např. specializuje na obchod s komerčními nemovitostmi, sklady a kancelářemi.

## Politické působení
V roce 2001 vstoupil do ODS. V letech 2013 až 2020 byl předsedou ODS v městském obvodu Ostrava-Jih, od roku 2020 působí jako předseda ostravské organizace ODS.
Po komunálních volbách v roce 2002 se stal zastupitelem městského obvodu Ostrava-Jih, v letech 2006 až 2014 působil jako neuvolněný člen rady a po komunálních volbách v roce 2018 se stal místostarostou tohoto obvodu. Na funkci místostarosty rezignoval v roce 2022. V komunálních volbách v roce 2022 kandidoval do zastupitelstva městského obvodu Ostrava-Jih z 5. místa kandidátky subjektu „Koalice SPOLU (Občanská demokratická strana, KDU-ČSL, TOP 09)“. Mandát zastupitele se mu podařilo obhájit.
V komunálních volbách v roce 2018 kandidoval do zastupitelstva Ostravy ze 14. místa kandidátky ODS. Mandát zastupitele se mu však nepodařilo získat. V komunálních volbách v roce 2022 kandidoval do zastupitelstva Ostravy jako lídr kandidátky subjektu „Koalice SPOLU (Občanská demokratická strana, KDU-ČSL, TOP 09)“. Mandát zastupitele se mu podařilo získat, stal se rovněž náměstkem pro sport a dopravu.
Dne 25. dubna 2023 se zástupci hnutí ANO 2011, koalice SPOLU (tj. ODS, KDU-ČSL a TOP 09), hnutí Ostravak, subjektu STAROSTOVÉ pro OSTRAVU (tj. STAN a nezávislí kandidáti) a České pirátské strany dohodli na nové ostravské koalici. Primátorem se den poté stal právě Dohnal.

## Osobní život
Je ženatý, má dva syny. Žije v Ostravě, konkrétně v místní části Hrabůvka. Ve volném čase se aktivně věnuje sportu (cyklistika, lyžování).